# فرودگاه آبی فنلن فالز/دریاچه استرجیون
فرودگاه آبی فنلن فالز/دریاچه استرجیون (به انگلیسی: Fenelon Falls/Sturgeon Lake Water Aerodrome) یک فرودگاه همگانی است که یک باند فرود آب دارد. این فرودگاه در کشور کانادا قرار دارد و در ارتفاع ۲۴۷ متری از سطح دریا واقع شده است.